# Communauté LGBT afro-américaine
Pour des articles plus généraux, voir LGBT aux États-Unis et Afro-Américains.
La communauté LGBT afro-américaine rassemble les personnes afro-américaines lesbiennes, gays, bisexuels et transgenres (LGBT).
Les personnes LGBT n’ont pas été reconnues par la société avant le tournant des émeutes de Stonewall en 1969 à New York, qui ont attiré l'attention nationale et mondiale sur cette population. Les progrès en matière de politique publique, de discours public et médiatique et de connaissance du public ont contribué aux coming out de nombreuses personnalités et à leur acceptation sociale, comme l'illustre une enquête Gallup, selon laquelle l'acceptation des personnes homosexuelles dans la population globale est passés de 38 % en 1992 à 52 % en 2001. Cependant, les personnes LGBT afro-américaines ne semblent pas avoir bénéficié autant de ces évolutions.
L'existence d'une communauté LGBT afro-américaine peut être expliquée par le contexte de ségrégation raciale et d'homogamie raciale très marqué aux États-Unis. Aussi la communauté LGBT afro-américaine peut être considérée comme un « sous-espace [LGBT] à l’intérieur de la communauté noire ».

## Histoire
Selon plusieurs auteurs, comme C. Riley Snorton, l'histoire des personnes LGBT noires avant les émeutes de Stonewall est souvent invisibilisée et donc méconnue. C'est par exemple le cas de la femme trans Lucy Hicks Anderson, née en 1886 et condamnée en 1945 à Oxnard (Californie) pour parjure et fraude pour avoir perçu des allocations de conjointe de militaire, alors que son habillement et sa vie sociale en tant que femme sont considérés par la justice comme un déguisement. Avec son époux, elle condamnée à une peine d'emprisonnement, avant d'être bannie d'Oxnard.
Durant la Renaissance de Harlem, une sous-culture portée par des artistes LGBT afro-américains émerge, notamment avec Alain Locke, Countee Cullen, Langston Hughes, Claude McKay, Wallace Thurman, Richard Bruce Nugent (en), Bessie Smith, Ma Rainey, Moms Mabley, Mabel Hampton, Alberta Hunter et Gladys Bentley. Des lieux tels que Savoy Ballroom et le Rockland Palace accueillent des balls. George Chauncey, auteur de Gay New York: Gender, Urban Culture, and the Making of the Gay Male World, 1890-1940, écrit qu'au cours de cette période « il n'y avait peut-être nulle part plus d'hommes prêts à s'aventurer en public qu'à Harlem ».
Au cours de la première nuit des émeutes de Stonewall, les Afro-Américains et les Latinos constituent probablement la majorité des manifestants, notamment car ils comptaient pour la majorité des clients du Stonewall Inn. De jeunes sans-abris LGBT noirs et latinos qui dormaient dans le quartier voisin de Christopher Park font également partie des manifestants.
En 1983, après un débat quant à la participation de groupes militants homosexuels au 20e anniversaire de la marche sur Washington, un groupe de dirigeants afro-américains approuvé un projet de loi national sur les droits des homosexuels et inscrit Audre Lorde de la National Coalition of Black Gays au programme.
En 1984, le révérend Jesse Jackson inclut les homosexuelles au sein de son Rainbow/PUSH (en).
En 1993, William F. Gibson, président national du conseil d’administration de la NAACP, apporte son soutien à la marche sur Washington pour la libération et les droits des lesbiennes, des gays et des bisexuels et à l'abrogation de l’interdiction de servir dans l’armée pour les homosexuels.
Le 19 mai 2012, la NAACP adopte une résolution en faveur du mariage homosexuel.

## Quelques LGBT afro-américain·e·s à occuper des fonctions politiques aux États-Unis

### Assemblée législatives des États (liste partielle)

#### Rhode Island
Gordon Fox (D)
       Premier Afro-Américain homosexuel membre de l'Assemblée générale de Rhode Island
       Premier président afro-américain gay de la Chambre des représentants du Rhode Island
       Premier Afro-Américain gay membre de la Chambre des représentants du Rhode Island des 4e et 5e districts

#### Géorgie
Rashad Taylor (D)
       Premier Afro-Américain gay membre de l'Assemblée générale de Géorgie
       Premier Afro-Américain homosexuel membre de la Chambre des représentants de Géorgie du 55e district

#### Massachusetts
Althea Garrison (R)
       Première femme transgenre afro-américaine membre de la Cour générale du Massachusetts
       Première femme transgenre afro-américaine de la Chambre des représentants du Massachusetts du 5e district du Suffolk

#### Nevada
Pat Spearman (D)
       Première lesbienne afro-américaine membre de la législature du Nevada et première lesbienne afro-américaine membre du Sénat du Nevada du 1er district

#### La Caroline du Nord
Marcus Brandon (D)
       Premier Afro-Américain gay membre de l'Assemblée générale de Caroline du Nord et premier Afro-Américain gay membre de la Chambre des représentants de Caroline du Nord du 60e district

#### Texas
Barbara Jordan
       Première Afro-Américaine à siéger à la Chambre des représentants du Texas (1966)

### Mairie

#### Californie
Ron Oden (D)
       Premier maire gay afro-américain des États-Unis et premier maire gay afro-américain de Palm Springs en Californie

#### New Jersey
Bruce Harris (R)
       Premier maire afro-américain gay de Chatham Borough dans le New Jersey

### Législatif

#### New York
Keith St. John (D)
       Premier titulaire homosexuel afro-américain d'une fonction publique
       Premier Afro-Américain gay membre du conseil communal d'Albany Echevin de la 2e circonscription

### Judiciaire

#### Fédéral
Darrin P. Gayles (D)
       Premier juge fédéral américain afro-américain gay
       Premier tribunal de district afro-américain gay des États-Unis pour le district sud de la Floride

## Inégalités de santé

### VIH/sida
Les hommes afro-américains ayant des rapports sexuels avec des hommes sont disproportionnellement affectés par le VIH/sida. En 2017, 25,3 % des diagnostics de VIH ont été faits chez des hommes homosexuels noirs, alors que les hommes homosexuels blancs représentent 18 %, les hommes latinos homosexuels 19,2 %, et que les hommes hétérosexuels noirs en représentent 4,4 % et les hommes hétérosexuels blancs 2,6 %.
En 2018, le Centres pour le contrôle et la prévention des maladies évalue qu'un homme homosexuel noir sur deux est susceptible d'être contaminé par le VIH au cours de sa vie, alors que cette probabilité n'est que de 1 sur 2 500 pour les hommes hétérosexuels blancs.
L'un des principaux facteurs qui contribue ces taux plus élevés est le manque d’accès aux soins. Plutôt qu'une prévalence élevée de rapports sexuels non protégés, elle est causée par un accès limité aux traitements antirétroviraux par les populations non blanches.

## Black gay prides
Plusieurs grandes villes des États-Unis accueillent des black gay prides, des marches des fiertés se concentrant sur les Afro-Américains LGBT. Elles sont organisées à des dates distinctes des autres marches des fiertés. À Atlanta, la Atlanta Black Pride, qui est le principal événement de ce type, se tient dans les quartiers noirs de la ville, afin de lutter contre les discriminations dont son victimes les personnes LGBT au sein de la population noire.

## Culture

### Séries télévisées
La culture LGBT afro-américaine est représentée dans des séries télévisées et films comme Noah's Arc et Punks de Patrik-Ian Polk (en), ou encore Moonlight de Barry Jenkins.
En 2018, la série télévisée Pose rencontre un succès auprès des critiques, en présentant pour la première fois sur une chaîne grand public une distribution majoritairement composée de personnes LGBT racisées.